# Miron Gagauz
Miron Gagauz (n. 2 ianuarie 1954, satul Tabacu, raionul Bolgrad, Regiunea Odesa, Ucraina) este un om politic din Republica Moldova, care a îndeplinit funcția de ministru al transporturilor și gospodăriei drumurilor în cabinetul Tarlev (2), în perioada 2005-2007.

## Cariera profesională
Miron Gagauz s-a născut la data de 2 ianuarie 1954, în satul Tabacu, raionul Bolgrad din Regiunea Odesa  (astăzi în Ucraina). După absolvirea școlii medii, în anul 1969, a urmat cursurile Colegiului Tehnologic de Transport Feroviar din orașul Odesa. Între anii 1973-1975 și-a efectuat stagiul militar obligatoriu în Armata Sovietică.
După terminarea serviciului militar, Miron Gagauz a revenit în activitatea profesională din transportul feroviar ca acar la stația de cale ferată Bolgrad. Din anul 1975 a fost persoană de serviciu la stația Cahul, iar din anul 1976 a condus colectivele de muncă la stațiile de cale ferată Cahul, Vulcănești și Tighina.
În anul 1986 a absolvit Institutul Căilor Ferate din orașul Dnepropetrovsk (Ucraina), obținând calificarea de inginer de căi ferate. După absolvirea Institutului și-a început activitatea în profesia absolvită, conform specializării, în funcția de acar superior, persoană de serviciu, șef adjunct, șef în domeniul exploatării căilor ferate din Moldova.

## Director al Căilor Ferate și ministru al transporturilor
În perioada 1997-1998 a îndeplinit funcția de prim-vicedirector general al Căii Ferate din Moldova. După o scurtă perioadă în care a fost șef al stației de cale ferată din Tighina, a revenit în anul 1999 în funcția de prim-vicedirector general al Căii Ferate din Moldova. Apoi, în ianuarie 2000, a fost numit Director General al Î.S. "Calea Ferată din Moldova", funcție pe care o ocupa și la data numirii sale ca ministru al transporturilor în anul 2005.
În baza votului de încredere acordat de Parlament, prin Decretul Președintelui Republicii Moldova din 19 aprilie 2005, Miron Gagauz este numit în funcția de ministru al transporturilor și gospodăriei drumurilor. Deși avea ca limbă maternă limba rusă, Miron Gagauz a încercat, totuși, să citească jurământul de la învestire în limba română .
În perioada cât a fost ministru, el a combinat această funcție cu cea de director al Căilor Ferate din Moldova. La data de 23 ianuarie 2007, președintele Republicii Moldova, Vladimir Voronin, a semnat decretele de revocare (la cerere) a lui Miron Gagauz din funcția de ministru al transporturilor și gospodăriei drumurilor și de numire în această funcție a lui Vasile Ursu, primarul general interimar al municipiului Chișinău.
După demisia din funcția de ministru al transporturilor și gospodăriei drumurilor, Miron Gagauz și-a păstrat în continuare postul de director al Căilor Ferate din Moldova (CFM). El a fost eliberat din această funcție la 16 decembrie 2009, în baza cererii de demisie depuse ministrului transporturilor și infrastructurii drumurilor, Anatol Șalaru. Demisia sa a survenit după apariția în presă a mai multor articole despre acte de corupție săvârșite la această întreprindere .
A fost decorat cu insigna “Feroviarul de onoare” și medalia „Meritul Civic”, precum și cu “Ordinul Republicii” în grad de cavaler (2003).
Miron Gagauz are ca limbă maternă limba rusă. De asemenea, el vorbește și limba bulgară.